# 조세프 마리아 푸스테
조세프 마리아 푸스테 이 블랑크(카탈루냐어: Josep Maria Fusté i Blanch; 1941년 4월 15일, 카탈루냐 주 리뇰라 ~ 2023년 4월 20일, 카탈루냐 주 바르셀로나)는 스페인의 전 축구 선수로, 현역 시절 미드필더로 활약하였으며, 1960년대에서 1970년대 초까지 바르셀로나의 주장을 역임했다. 1964년, 그는 루이스 수아레스, 아만시오 아마로, 호세 앙헬 이리바르, 그리고 그의 바르셀로나 동료인 헤수스 마리아 페레다와 함께 스페인 국가대표팀의 1964년 유러피언 네이션스컵 우승 주역이 되었다. 그는 오사수나와 에르쿨레스에서도 단기간 활약하였다. 현역 은퇴 후, 그는 카탈루냐의 탄산 포도주 양조사인 코도르니우의 대변인으로 근무했다. 그는 바르셀로나 퇴역 선수 협회장도 지냈으며, 1989년에 조세프 류이스 누녜스와 회장 선거에서 맞붙은 카탈루냐 민족주의자인 시스토 캄프라를 지지했다.

## 클럽 경력
카탈루냐 지방 례이다 도 리뇰라 출신인 푸스테는 1958년에 바르셀로나에 입단한 후 오사수나로 임대되었다. 그는 오사수나 임대 시절인 1961년 9월 3일에 라 리가 신고식을 치렀는데, 2-2로 비긴 에스파뇰과의 경기에서 페널티킥으로 득점을 올렸다. 그는 바르셀로나 1군 선수로 10년을 활약하면서, 4번의 라 리가 준우승을 일구어냈지만 우승을 거둔 적은 없다. 그러나, 1960년대에서 1970년대 초까지 바르셀로나는 여러 컵 대회에서 성과를 올렸다. 1962년, 푸스테는 유럽대항전 결승전에 처음으로 출전했는데, 그는 인터시티스 페어스컵 결승전 2차전에 투입되었다. 바르셀로나는 이 경기에서 1-1로 비겨, 합계 3-7로 발렌시아에 패하였다. 1966년, 그는 인터시티스 페어스컵 결승전에 또 출전했는데, 이번에는 바르셀로나가 사라고사를 4-3으로 꺾고 우승할 수 있게 도왔다. 1968년, 그는 바르셀로나가 레알 마드리드와의 코파 델 헤네랄리시모 결승전에서 1-0으로 이긴 선수단의 주역이었다. 바르셀로나는 이듬해 컵대회 우승 자격으로 UEFA 컵위너스컵에 참가해 결승전까지 올라갔지만 슬로반 브라티슬라바에 2-3으로 패하여 준우승에 그쳤다.
1971년, 푸스테는 바르셀로나의 또다른 코파 델 헤네랄리시모 우승을 견인했다. 1970-71 시즌, 바르셀로나는 라 리가 우승을 간발의 차로 놓쳤는데, 이 시즌에 우승을 거둔 발렌시아와의 승점차는 단 1점이었다. 두 구단은 코파 델 헤네랄리시모 결승전에서도 격돌했다. 발렌시아가 처음에 이 경기에서 2-0으로 앞서나갔는데. 푸스테는 이 결승전에서 교체로 들어가 바르셀로나의 만회골을 넣어 연장전까지 이어진 4-3 대역전극의 시발점이 되었다. 1972년, 라 리가 197경기에 출전해 47골을 기록한 푸스테는 바르셀로나를 떠나 당시 세군다 디비시온에 속해 있던 에르쿨레스에서 1년을 보냈다.
현역 은퇴 후, 푸스테는 바르셀로나 퇴역 선수단의 일원이 되었고, 2000년에 완전히 은퇴하기 전까지 활동을 계속했다. 그는 퇴역 선수단의 감독을 맡기도 하였다.

## 국가대표팀 경력
푸스테는 스페인 국가대표팀 경기에 8번 출전하여 3골을 넣었다. 호세 비얄롱가는 1964년 3월 11일, 아일랜드와의 1964년 유러피언 네이션스컵 8강전에서 투입해 국가대표팀 신고식을 치르게 하였다. 그는 스페인이 5-1로 이긴 경기에서 득점을 올리고 스페인의 대회 우승을 도왔다. 그는 1966년 FIFA 월드컵에도 참가해 조별 리그 경기를 뛰었는데, 그는 1-2로 패한 서독과의 경기에서 득점을 기록하기도 하였다.

### 국가대표팀 득점 기록
| #  | 날짜             | 경기장                        | 상대     | 점수 | 최종결과 | 대회                          |
| -- | ---------------- | ----------------------------- | -------- | ---- | -------- | ----------------------------- |
| 1. | 1964년 3월 11일  | 스페인 세비야 산체스 피스후안 | 아일랜드 | 2–0  | 5–1      | 1964년 유럽 네이션스컵 예선전 |
| 2. | 1964년 11월 15일 | 포르투갈 포르투 다스 안타스   | 포르투갈 | 1–0  | 1–2      | 친선경기                      |
| 3. | 1966년 7월 20일  | 잉글랜드 버밍엄 빌라 파크     | 서독     | 1–0  | 1–2      | 1966년 FIFA 월드컵            |

## 수상

### 클럽
바르셀로나
- 인터시티스 페어스컵: 1965–66, 1972
- 코파 델 헤네랄리시모: 1962–63, 1967–68, 1970–71

### 국가대표팀
스페인
- UEFA 유럽 축구 선수권 대회: 1964